# 持田早智
持田早智（日语：／ Mochida Sachi，1999年7月19日—）生于奈良县，是一名日本女子游泳运动员，主项是自由泳和蝶泳。持田所就读的幼儿园有开设游泳课程，她也因此开始接触游泳运动，小学3年级时，因为父母工作的关系，她随家人从关西地区移居至千叶县，她的新家附近正好有游泳学校，她便在那里继续练习游泳。据从小学6年级开始指导她的西崎勇教练称，持田既非常努力又很好胜，同时她性情爽朗，经常直截了当地说出自己的意见。
持田所属的俱乐部是Renaissance幕张（ルネサンス幕張），她和与其同属一个俱乐部集团的Renaissance龟户（ルネサンス亀戸）俱乐部成员池江璃花子相互认识，两人既是对手又是朋友。在两人都获得代表日本参加里约奥运女子4×200米自由泳接力项目资格的时候，她称和池江一同参加奥运是她的梦想，她为此感到高兴。
持田和另一位国家队队友长谷川凉香就读于同一所大学——日本大学，虽然两人都是同一年入学（2018年），但所属专业不同，持田就读于法学部，而长谷川则就读于体育科学部，两人同样都是女子200米蝶泳项目的主力选手，因此被认为有希望在2020年东京奥运该项目上为日本队包揽两枚奖牌。